# Nyad (Film)
Nyad ist ein US-amerikanischer Spielfilm von Elizabeth Chai Vasarhelyi und Jimmy Chin aus dem Jahr 2023. Die Filmbiografie behandelt das Leben der US-amerikanischen Langstreckenschwimmerin Diana Nyad. Die Titelrolle übernahm Annette Bening. Der Film wurde Anfang September 2023 im Rahmen des Filmfestivals von Telluride uraufgeführt. Am 3. November desselben Jahres wurde Nyad bei Netflix veröffentlicht. Bei der Oscarverleihung 2024 folgten Nominierungen für Bening und Nebendarstellerin Jodie Foster.

## Handlung
Der Film erzählt die Geschichte der Langstreckenschwimmerin Diana Nyad und ihrem Versuch, von Kuba nach Florida zu schwimmen. Unterstützt wird sie dabei von ihrer Trainerin und Freundin Bonnie Stoll sowie von Bootsdesigner und Schiffskapitän John Bartlett, der die Route ausarbeitete. Die Idee zu diesem Unterfangen kam Nyad im Alter von 28 Jahren. Am 2. September 2013 gelingt es der 64-jährigen US-Amerikanerin als erstem Menschen, die Floridastraße schwimmend ohne Haikäfig zu durchqueren. In ihrem fünften Versuch erreicht sie Key West nach 53 Stunden im Wasser.

## Entstehungsgeschichte
Nyad ist das Spielfilmdebüt des preisgekrönten Dokumentarfilmer-Paares Elizabeth Chai Vasarhelyi und Jimmy Chin. Das Drehbuch von Ann Biderman, das auf Diana Nyads Autobiografie Find a Way (2015) basiert, wurde von Julia Cox überarbeitet. Bereits 2013 war die Langstreckenschwimmerin Gegenstand eines Dokumentarfilms (The Other Shore, Regie: Timothy Wheeler), während eine Drehbuchfassung von Robert Specland im Jahr 2015 in der Blacklist der besten unverfilmten Ideen Hollywoods gelistet wurde. Das Projekt wurde potentiellen Käufern auf dem European Film Market der Berlinale 2020 vorgestellt.
Anfang März 2021 wurde bekannt, dass die US-amerikanische Schauspielerin Annette Bening für die Titelrolle verpflichtet wurde. Das Schauspielensemble wurde später unter anderem um Jodie Foster als Nyads Trainerin und Freundin Bonnie Stoll und Rhys Ifans als Routenplaner und Schiffskapitän John Bartlett ergänzt.
Die Dreharbeiten unter dem mexikanischen Kameramann Claudio Miranda fanden von März bis Mai 2023 in der Dominikanischen Republik statt, unter anderem in der Hauptstadt Santo Domingo. Diana Nyad und Bonnie Stoll besuchten die Dreharbeiten, und Nyad schwamm gemeinsam mit Hauptdarstellerin Bening. In der Postproduktion kümmerte sich Editor Christopher Tellefsen um die Fertigstellung des Films. Produziert wurde Nyad von Andrew Lazar für die Gesellschaft Mad Chance und Teddy Schwarzman für Black Bear Pictures.

## Synchronisation
Die deutschsprachige Synchronisation entstand bei VSI Synchron, das Dialogbuch und die Dialogregie übernahm Marianne Groß.
| Rolle             | Schauspieler           | Synchronsprecher     |
| ----------------- | ---------------------- | -------------------- |
| Diana Nyad        | Annette Bening         | Arianne Borbach      |
| Diana Nyad        | Anna Harriette Pittman | Helen Malin Blaschke |
| Bonnie Stoll      | Jodie Foster           | Hansi Jochmann       |
| John Bartlett     | Rhys Ifans             | Thomas Nero Wolff    |
| Luke Tipple       | Luke Cosgrove          | Sebastian Kluckert   |
| Coach Jack Nelson | Eric T. Nelson         | Peter Lontzek        |
| Jon Rose          | Garland Scott          | Tommy Morgenstern    |
| Angel Yanigahara  | Jeena Yi               | Sarah Riedel         |
| Aris Nyad         | Johnny Solo            | Björn Schalla        |

## Veröffentlichung und Rezeption
Die Premiere von Nyad erfolgte am 1. September 2023 auf dem 50. Filmfestival von Telluride (Colorado). Ebenfalls wurde das Werk in die Programme der Festivals von Toronto (September, Sektion Gala Presentations),  Hamptons (Eröffnungsfilm) und London aufgenommen.
Auf der Website Rotten Tomatoes erhielt der Film bei Kritikern eine Zustimmungsrate von 85 Prozent bei über 100 ausgewerteten Rezensionen. Dies führte zu einer Durchschnittswertung von 6,9 von 10 möglichen Punkten. Das Fazit der Seite lautet, dass Nyad „ein aufmunterndes Sport-Biopic“ sei, „das sich ausschließlich auf die Vorzüge seiner Geschichte“ beziehe. Es seien aber „die herausragenden Leistungen von Annette Bening und Jodie Foster“, die dem Film „wirklich Leben einhauchen“ würden. Auf der Website Metacritic erhielt Nyad einen Metascore von 65 von 100 möglichen Punkten, basierend auf über 30 ausgewerteten englischsprachigen Kritiken. Dies entspricht allgemein positive Bewertungen („Generally Favorable“).
Der Streaminganbieter Netflix nahm den Film am 3. November 2023 in sein Programm auf. Zuvor startete Nyad am 19. Oktober in ausgewählten deutschen und am Tag darauf in ausgewählten US-Kinos.

## Auszeichnungen
Im Jahr 2023 wurde Drehbuchautorin Julia Cox beim US-amerikanischen Mill Valley Film Festival zu den „Screenwriters to Watch“ des Branchendiensts Variety gezählt. Filmkomponist Alexandre Desplat wurde für den Hollywood Music In Media Award nominiert. Bei den Golden Globe Awards 2024 und der Oscarverleihung 2024 folgten Nominierungen für Hauptdarstellerin Annette Bening und Nebendarstellerin Jodie Foster.